# Đội tuyển bóng chuyền nam quốc gia Uruguay
Đội tuyển bóng chuyền nam quốc gia Uruguay là đội bóng đại diện cho Uruguay tại các cuộc thi tranh giải và trận đấu giao hữu bóng chuyền nam ở phạm vi quốc tế. Đội tuyển từng giành ba huy chương bạc tại giải vô địch bóng chuyền Nam Mỹ (South American Championship) vào các năm 1951, 1956 và 1971.